# たる (雑誌)
月刊『たる』は、1980年にたる出版より創刊した酒雑誌。酒のグルメ情報のほか、各国における酒の文化や各人の酒にまつわるインタビューや対談などの内容で誌面を構成している。
早稲田大学政経学部卒業後、大阪にて広告業を務めていた高山恵太郎が1979年に出版社を立ち上げ、当時のサントリーより発行されていた洋酒天国の佐治敬三や開高健などの協力もありお酒の雑誌として創刊。
当初は季刊誌としており、創刊号には藤本義一と旭堂南陵の対談が掲載された。
近年は、お酒のみならず、カルチャーも取り上げるなど、教養の高さや専門性には定評がある。表紙絵には、画家として出始めた頃の片岡鶴太郎の作品が使用されたことがある。
代表の高山は、長年口髭を蓄えており、見た目が明治時代の元老のような威厳を備えた面持ちであり、シンボルマークとなっている。古くから通い詰めた銀座、北新地の老舗バーでは名を轟かせている。
高齢の高山（昭和18年生まれ）の後継者育成あるいは発掘が、同社の課題である。